# Antonín Přidal
Antonín Přidal (13. října 1935 Prostějov – 7. února 2017 Brno) byl český překladatel z angličtiny, španělštiny a francouzštiny, spisovatel, publicista a vysokoškolský pedagog.

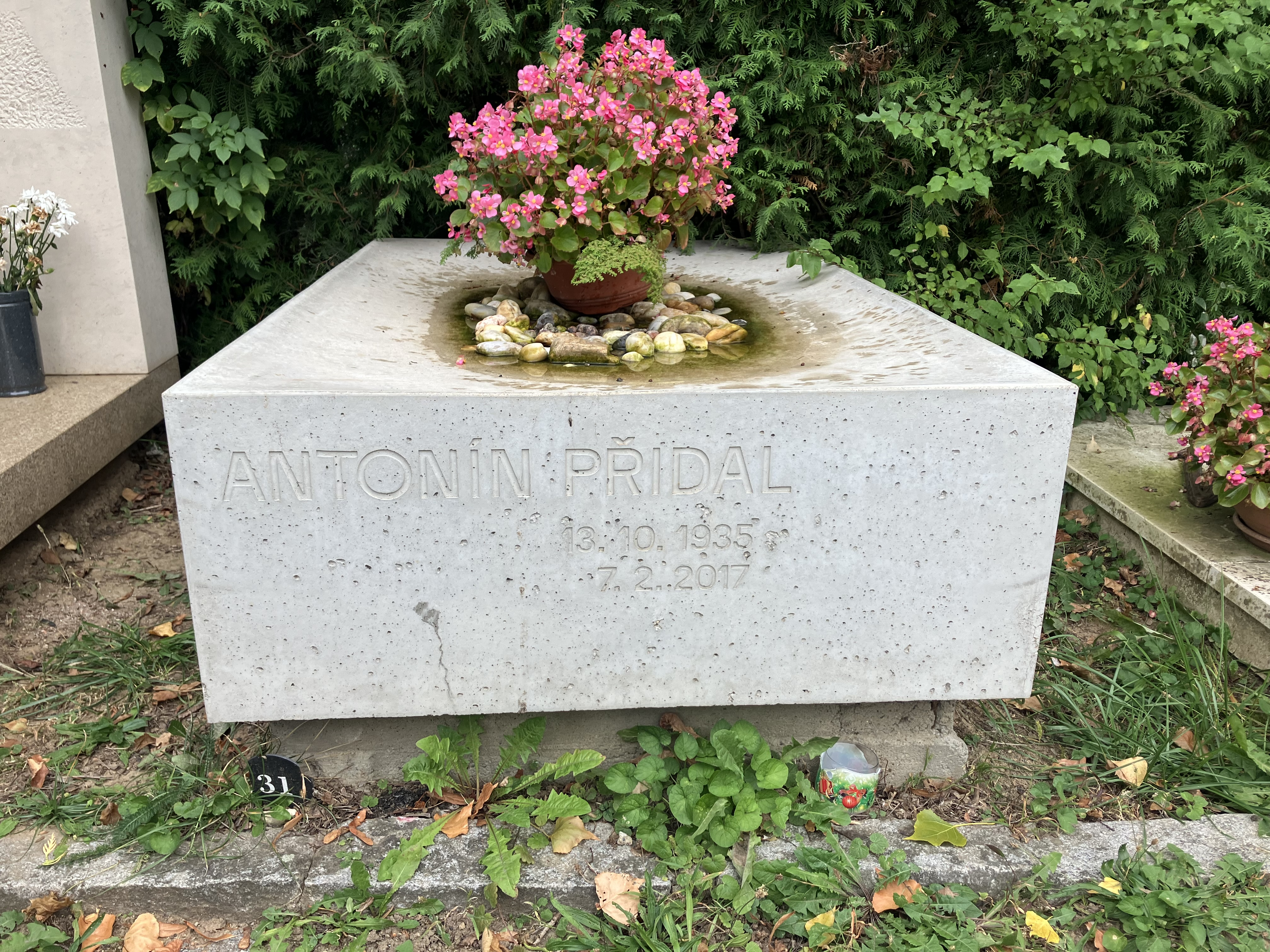
Hrob Antonína Přidala

## Život
Navštěvoval gymnázium v Uherském Hradišti. Po maturitě studoval v letech 1953 až 1958 anglistiku a hispanistiku na Filozofické fakultě Masarykovy univerzity v Brně. V roce 1982 získal titul PhDr. Celá osmdesátá léta si dopisoval s Janem Zábranou.
Spolupracoval s Českým rozhlasem v Brně (1960–1970). Byl zde autorem cyklů Malá škola poezie, Shakespeare pro začátečníky a Potulky knihami a hudbou, spoluautorem pořadu Nashledanou v sobotu. Z konce 60. let jsou významné zejména jeho rozhlasové hry Všechny moje hlasy a Sudičky. Krátce působil jako dramaturg ve Filmovém studiu Barrandov (1990–1991).
Následně působil na Divadelní fakultě Janáčkovy akademie múzických umění v Brně (od roku 1991 jako docent a od roku 1993 jako profesor) v ateliéru rozhlasové a televizní dramaturgie a scenáristiky.
V roce 1998 obdržel novinářskou Cenu Ferdinanda Peroutky. V roce 2007 mu byla udělena Státní cena za překladatelské dílo.
Zemřel na začátku února roku 2017, o jeho úmrtí informovala veřejnost Divadelní fakulta Janáčkovy akademie múzických umění v Brně.
Je pohřben na Ústředním hřbitově v Brně, sk. H5e, hrob 31.

## Dílo
Jde o významného autora české rozhlasové hry. Jeho hry Všechny moje hlasy (1967) a Sudičky (1968) překvapily svou naprostou rozhlasovostí, nemožností text převést do jiné než auditivní podoby. Brněnské nakladatelství Větrné mlýny vydalo v roce 2006 výběr z jeho čtyř rozhlasových a jedné divadelní hry (Políček č. 111 / Atentát v přízemí / Noční žokej / Elektrický nůž / Noc potom).
V devadesátých letech byl také autorem a moderátorem televizních cyklů Klub Netopýr a Z očí do očí.
Věnoval se také práci esejistické a filozofické. V roce 2008 vydalo nakladatelství Druhé město výbor z jeho naivistických textů různých – většinou anonymních – autorů Kouzlo nechtěného. Vyšel také výbor textů z jeho rozhlasového cyklu Potulky knihami a časem (Barrister and Principal, 2011). V roce 2015 vydal básnickou sbírku Zpovědi a odposlechy.
Svými překlady přiblížil českým čtenářům anglicky a španělsky psanou poezii a drama. Přeložil také řadu významných prozaických děl moderní anglické a americké literatury. Překládané knihy obvykle obohacoval obsáhlými komentáři. Známý je zejména jeho překlad knihy Leo Rostena Pan Kaplan má stále třídu rád (v originále O Kaplan! My Kaplan!, česky Praha, Odeon 1987; Praha, Odeon 1988; Praha, Nakladatelství Lidové noviny 1995).